# Битва под Браиловом
Битва под Браиловом — сражение 19 декабря 1666 года, во время польско-казацко-татарской войны 1666—1671.

## Ход битвы
Пётр Дорошенко на военном совете решил ударить по польским войскам на марше. Располагая 20 000 казаков и 15—20 тыс. татар, в ночь с 18 на 19 декабря 1666 года за 10—11 км от Браилова он атаковал поляков, которые продвигались под защитой лагерных повозок. Командующий польским отрядом, видя превосходящие силы противника, оставил для задержания врага мощный арьергард и стал готовить конницу для боя. Он расположил её в долине в 3,5 км от Браилова на льду реки Рив. К утру 19 декабря сюда отступил и арьергард. Встретив сначала татар огнём артиллерии, Себастьян Маховский начал контратаку, пытаясь сбить татарскую конницу. Татары согласно ранее согласованному плану боя вывели атакующих поляков под огонь казацкой артиллерии. Ряды польской конницы смешались, её атака потеряла импульс, и этим замешательством быстро воспользовались татарские силы, числом неоднократно превосходящие противника.
В жестоком бою, длившемся два часа, было уничтожено около 2000 человек, остальные прибегли к бегству. Началась резня. Татары и казаки гнали польские войска ещё 60 километров.
Вернувшись в Чигирин, гетман начал осаду польского гарнизона замка, а в феврале 1667 года — Белой Церкви.